# Strigania lithophilus
Strigania lithophilus là một loài bướm đêm trong họ Noctuidae.